# Our Love to Admire
| Críticas profissionais | Críticas profissionais |
| Avaliações da crítica  | Avaliações da crítica  |
| Fonte                  | Avaliação              |
| ---------------------- | ---------------------- |
| allmusic               | [ 1 ]                  |

Our Love to Admire é o terceiro álbum de estúdio da banda americana Interpol. Foi lançado em 10 de Julho de 2007 pela Capitol Records.
Este álbum foi bem recebido por maior parte da crítica e fãs, e os maiores destaques foram as faixas Pioneer to the Falls, No I in Threesome, Mammoth e a balada Rest my Chemistry. O primeiro single do álbum, The Heinrich Maneuver, foi lançado em 7 de maio de 2007.
No Metacritic, o álbum recebeu uma pontuação média de 70/100, com base em 37 críticas profissionais, indicando "críticas geralmente favoráveis".

## Faixas
Todas as faixas escritas e compostas por Todas as faixas foram escritas por Paul Banks, Daniel Kessler, Carlos Dengler e Sam Fogarino. 
| N.º            | Título                  | Duração |  |
| 1.             | "Pioneer to the Falls"  | 5:41    |  |
| 2.             | "No I in Threesome"     | 3:51    |  |
| 3.             | "The Scale"             | 3:31    |  |
| 4.             | "The Heinrich Maneuver" | 3:35    |  |
| 5.             | "Mammoth"               | 4:19    |  |
| 6.             | "Pace Is the Trick"     | 4:43    |  |
| 7.             | "All Fired Up"          | 3:35    |  |
| 8.             | "Rest My Chemistry"     | 5:00    |  |
| 9.             | "Who Do You Think"      | 3:12    |  |
| 10.            | "Wrecking Ball"         | 4:33    |  |
| 11.            | "The Lighthouse"        | 5:25    |  |
| Duração total: | Duração total:          | 47:05   |  |

| Faixas bônus - Edição Japonesa |                          |         |  |
| N.º                            | Título                   | Duração |  |
| 12.                            | "Mind Over Time"         | 4:49    |  |
| 13.                            | "Mammoth" (Instrumental) | 4:12    |  |